# Lagaroceras tenuicorne
Lagaroceras tenuicorne är en tvåvingeart som beskrevs av Malloch 1927. Lagaroceras tenuicorne ingår i släktet Lagaroceras och familjen fritflugor. Inga underarter finns listade i Catalogue of Life.